# Gertrude Saunders
Gertrude Saunders (* 25. August 1903 in North Carolina als Gertrude Cecelia Cominger; † April 1991 in Beverly (Massachusetts)) war eine amerikanische Schauspielerin und Sängerin.

## Werdegang
Saunders sang 1921 auf den Aufnahmen der Black Devils von James Tim Brymn für Okeh Records. In den Folgejahren gehörte sie zu den Schauspielern, die 1921/22 in Shuffle Along und 1922/23 in der Broadwayshow Liza auftraten. 1926 spielte sie die Titelrolle in Irvin C. Millers Red Hot Mama. Dann hatte Jack Gee, der Mann von Bessie Smith, eine Affäre mit ihr und finanzierte ihr eine Show. 
1932 trat sie in der Broadway-Revue Blackberries of 1932 auf. Später spielte sie in den Filmen The Toy Wife (1938), Big Timers (1945) und Sepia Cinderella (1947).